# Пери (крушово вино)
Вижте пояснителната страница за други значения на Пери.
Пери (на френски: poiré) е крушов сайдер, крушово вино, което се прави от ферментирал сок от круши. Прилича на сайдера (ябълковото вино) както по технологията на производство, така и по аналогичните си характеристики, например алкохолно съдържание - от 5 до 8,5 об.%. За разлика от ябълковия сайдер, пери съдържа много захар.
Пери се произвежда в много страни, но най-вече във Великобритания, Франция и Испания.
Във Франция пери най-често се предлага в бутилки, сходни по форма с традиционните бутилка за шампанско.